# Aaron Frankcomb
Aaron Frankcomb (* 4. April 1985 in Hobart) ist ein ehemaliger australischer Squashspieler.

## Karriere
Aaron Frankcomb begann seine professionelle Karriere im Jahr 2003 und gewann bislang vier Turniere auf der PSA World Tour. Seine höchste Platzierung in der Weltrangliste erreichte er mit Rang 38 im November 2009. 
Sein bestes Resultat bei einer Weltmeisterschaft erzielte er 2010, als er in der ersten Runde Tarek Momen mit 3:0 besiegte. In der zweiten Runde unterlag er Wael El Hindi mit 0:3. Mit der australischen Nationalmannschaft nahm er 2009 und 2011 an Weltmeisterschaften teil. Beide Male erreichte die Mannschaft das Halbfinale und belegte abschließend Rang drei.
Aufgrund anhaltender Knieverletzungen hat sich Frankcomb nach Ende der Saison 2011 weitgehend von der World Tour zurückgezogen. Obwohl er 2012 und 2013 nur jeweils zwei Turniere bestritt, davon alle in Australien, gewann er eines davon und zog in einem weiteren ins Finale ein.

## Erfolge
- Gewonnene PSA-Titel: 4